# كلي براي (كورنوال)
كلي براي (بالإنجليزية: Kelly Bray)‏ هي قرية تقع في المملكة المتحدة في كورنوال.